# Okręg gdański Kościoła Chrześcijan Baptystów w RP
Okręg Gdański – jeden z dziewięciu okręgów Kościoła Chrześcijan Baptystów w RP liczący 13 zborów i 5 placówek. Przewodniczącym Rady Okręgu jest pastor Krzysztof Osiecki. Przedstawicielem okręgu w Radzie Kościoła jest pastor Adam Gutsche.
W roku 2013 okręg liczył 685 pełnoprawnych członków (baptyści nie uwzględniają w statystykach nieochrzczonych dzieci i młodzieży).

## Zbory
Lista zborów Okręgu Gdańskiego:
- Zbór w Chojnicach
- Zbór w Elblągu
- Pierwszy Zbór w Gdańsku
- Drugi Zbór w Gdańsku
- Zbór EXE w Gdańsku
- Zbór w Wejherowie
- Zbór w Gdyni
- Zbór w Malborku
- Zbór w Sopocie
- Zbór w Toruniu
- Pierwszy Zbór w Koszalinie
- Zbór w Bornym Sulinowie
- Zbór w Nakle nad Notecią

## Placówki
Lista placówek Okręgu Gdańskiego:
- placówka w Tczewie
- placówka w Nowym Dworze Gdańskim
- placówka w Pasłęku
- placówka w Bydgoszczy
- placówka w Kartuzach